# Nationalsozialistische Volkswohlfahrt
La Nationalsozialistische Volkswohlfahrt (NSV), que significa «Benestar Popular Nacionalsocialista», va ser una organització de benestar social durant el Tercer Reich. La NSV va ser establerta el 1933, poc després que el NSDAP va arribar al poder a Alemanya. El 1938 es va inaugurar la seu a Berlín en un edifici dissenyat per l'arquitecte Hugo Bartels.

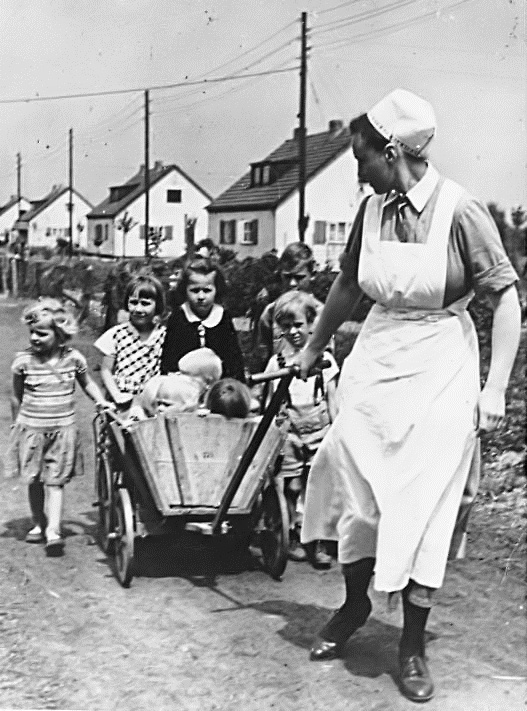
Infermera NSV amb nens el 1943

L'estructura de la NSV es va basar en el model de partit nazi, amb administració local, de comtat (Kreis) i les administracions generals. Va ser finançada per donacions dels afiliats. A la darreria de 1938, hi havia al voltant un milió de voluntaris. Quan la guerra va començar, l'organització va comptar amb onze milions d'afiliats. Durant la Segona Guerra Mundial, la NSV es va fer càrrec de menesters públics, especialment en el camp infantil i juvenil. Van rebre especial ajuda les dones embarassades en cas de viduïtat o emergència. Com cada organització nazi, la NSV discriminava els jueus, i es va negar a proporcionar-los ajuda.
Després de la derrota de l'Alemanya nazi, el Govern Militar Nord-americà va començar a desnazificar el país. Va emetre el 10 d'octubre del 1945 la llei número 2 que prohibia el partit nazi i va dissoldre d'ofici totes les seves branques i organitzacions.